# 以伊戰爭
以伊戰爭，也稱伊以戰爭、十二日戰爭，是伊朗與以色列自2025年6月13日至25日的武裝衝突。
戰爭爆發之際，中東局勢早已緊張。危機始於2023年10月7日，當時加沙地帶的激進組織哈馬斯突襲以色列南部；前一日，伊朗在黎巴嫩的什葉派代理人真主黨亦對以色列北部發動襲擊。與此同時，駐於也門的伊朗代理人胡塞武裝亦針對紅海的國際航運發動襲擊。其後，以色列對哈馬斯及真主黨的軍事領導層展開猛烈攻勢，在地面上開啟了加薩戰爭，將其領導團隊幾乎摧毀。以色列與伊朗亦於2024年4月及10月短暫互相交火，以軍當時擊退了伊朗的空襲。 
以色列於2025年6月13日，即國際原子能機構指控伊朗違反核不擴散義務的翌日發動突襲，主要鎖定軍事及核設施及相關人員，擊斃多名伊斯蘭革命衞隊高層及主要核科學家。以軍亦摧毀數個空軍基地，並破壞部分核設施。以色列強調，行動針對的是伊朗政權，而非伊朗人民，其目標是摧毀伊朗在中東的干涉能力與核武計劃，並不排除實現政權更迭。以色列同时請求美軍戰略轟炸地堡的援助，最终6月22日美軍对納坦茲在內的伊朗地下關鍵核设施发动大规模精确打击，宣告美國正式介入并擴大此次冲突。伊朗隨即宣佈進入戰爭狀態，並對以色列報復。伊朗同時警告，若美國、英國或法國介入協助以色列阻止伊朗的反擊，伊朗將打擊上述國家在區內的軍事基地及艦隊，可能會封鎖荷姆茲海峽；但美國時間6月23日，特朗普在真实社交平台宣布斡旋下，伊朗和以色列將在24小时之内分阶段“全面停火”，停火于格林威治标准时间25日4:00左右分阶段生效。
6月24日，以色列国防部长伊斯雷尔·卡茨公开指责伊朗方面违反了协议。卡茨声称伊朗在停火开始后向以色列发射了导弹。作为对这一“公然违规行为”的回应，他已指示以色列国防军准备进行“强力回击”

针对以方的指控，伊朗方面明确予以否认。伊朗武装部队总参谋部发表声明，否认在“最近几个小时内”曾向被占领土（指以色列）发射过任何类型的导弹或飞行器。该声明将以色列的指控描述为旨在破坏停火的“心理战”和“谎言”。

## 背景

### 伊朗-以色列对立
在伊朗伊斯兰革命之前，以色列与巴列维王朝曾维持紧密关系，直到该王朝被推翻，取而代之的是由鲁霍拉·霍梅尼领导的反西方神权伊斯兰共和国。革命后，伊朗的新神权政府便开始对以色列發表反犹太主义和种族灭绝的言论，并誓言要将其摧毁。消滅以色列這個猶太國家亦成為伊朗區域政策的核心目標之一。霍梅尼终止了与以色列的合作，并谴责其对巴勒斯坦领土的占领。随着时间推移，伊朗试图通过日益加剧地与以色列对抗来赢得阿拉伯国家的支持。另一最高領袖阿里·哈梅內伊曾將以色列形容為「癌腫瘤」與「註定毀滅的國家」，並於2014年提出一項九點方案，具體闡述如何消滅以色列。他在2015年表示：「以色列活不過25年。」以色列则表示，伊朗核计划将使其能够发展核武器，因此以色列认为这对本国构成了生存威胁。
尽管伊朗和以色列长期进行代理人战争，但2024年是双方首次公开直接互相攻击。2024年4月1日，以色列空袭伊朗驻大马士革领事馆，造成数名伊朗军官死亡。作为报复，伊朗于2024年4月对以色列发动打击，以色列则于同月对伊朗进行了反击。2024年7月，以色列在伊朗首都德黑兰刺杀了哈马斯领导人伊斯梅尔·哈尼亚。2024年10月，伊朗袭击了以色列，而以色列也回击了伊朗。以色列的袭击摧毁了伊朗购自俄罗斯的防御性S-300导弹系统，为未来以色列发动的先发制人打击铺平了道路。

### 伊朗核计划
以色列总理本雅明·内塔尼亚胡称伊朗核计划是以色列先发制人打击伊朗的原因。 伊朗一直表示其核计划完全用于和平目的，从未打算发展核武器。该国在1980年代和1990年代曾发展一个名为AMAD计划的秘密核武器计划，而根据美国情报评估，该计划已于2003年暂停。美国情报部门评估还认为，伊朗尚未重新开始试图制造核武器，且最高领袖阿里·哈梅内伊也未授权重启AMAD计划。
2025年6月12日，即以色列发动袭击的前一天，国际原子能机构发现伊朗20年来首次未遵守其核义务。但国际原子能机构总干事拉斐尔·格罗西在一次采访中表示，该机构“没有任何证据表明（伊朗）存在有系统地转向核武器发展的努力”。

### “抵抗轴心”和伊以代理人衝突

2024年12月为止的抵抗軸心成员

伊朗早於1980年代起便制定的一项地缘政治和军事战略，旨在削弱和阻止以色列对伊朗的谍报和打击能力。數十年來，伊朗建立並資助一個被稱為「抵抗軸心」的地區性聯盟，當中包括黎巴嫩的真主黨、加沙地帶的哈馬斯、也門的胡塞武裝、前敘利亞巴沙爾·阿薩德政權，以及伊拉克多個親伊朗民兵組織
。此後，以色列與伊朗支持的代理組織之間爆發多場衝突，包括1982年及2006年黎巴嫩戰爭，以及以色列與哈馬斯在加沙多次交戰。這些團體屢次與以色列發生武裝衝突，且往往獲得伊朗在財政、後勤或軍事上的支持。以色列視伊朗為最主要的戰略威脅，理由包括德黑蘭持續發表敵對以色列的言論、援助多個敵對非國家武裝組織，以及推進核技術發展。以色列政府一貫強調，若伊朗擁有核武，將對以色列構成存亡威脅，並表明若伊朗的核計劃接近武器級水平，以色列保留先發制人採取軍事行動的權利。
多年來，以色列與伊朗透過代理勢力持續進行戰爭，包括与真主党的战争，如1982年黎巴嫩战争和2006年黎巴嫩战争，以及在加沙地带与哈马斯的多次战争和行动。 2023年10月7日，位于加沙地带的伊朗代理人哈马斯对以色列发动突袭，导致以色列与哈马斯之间爆发战争，随后战火蔓延至以色列与其他伊朗代理人（如真主党和也门的胡塞运动）之间。在战争中，伊朗的代理人势力被严重削弱。据称，这削弱了伊朗的威慑力，并加剧了其孤立。根據加沙衛生部統計，戰爭期間當地死亡人數達5萬人。翌日（10月8日），伊朗在黎巴嫩的代理武裝真主黨開始襲擊以色列北部。最終，以色列成功斬首真主黨領導層，大幅削弱其軍力。與此同時，伊朗在也門的代理組織胡塞武裝襲擊紅海國際航運，引發美、英與以色列對其發動空襲。

### 行动前夕
2025年6月12日，美国广播公司新闻报道称，以色列正考虑在未来几天内对伊朗采取军事行动。 数小时后，据哥伦比亚广播公司新闻报道，美国官员被告知以色列已“完全准备好”对伊朗采取行动。据称，特朗普政府考虑了在不主导行动的情况下支持以色列的方案。 美国在耶路撒冷的大使馆翌日限制館員行動範圍，不过美国驻以色列大使迈克·赫卡比表示，在未獲特朗普政府授權下，以色列不太可能單方面出擊。以方在空襲前已向特朗普政府保證，行動前會先行通報。特朗普在袭击前夜与内塔尼亚胡通话，并后来承认事先知晓以色列的行动计划。 英国外交部和国防部的官员也事先知晓以色列打算打击伊朗，但尚不确定以色列是否提供了正式通知。 据两名以色列官员称，以色列政府曾请求特朗普政府加入并协助其对伊朗的打击行动。 包括特朗普部分盟友在内的主要右翼人士对以色列的袭击提出质疑，并警告可能引发美国与伊朗的战争。
在以色列袭击伊朗前的几周里，以色列政府因加沙地带极高的饥荒风险和杀害平民而面临国际压力。 即使是以色列在欧洲最亲密的盟友也开始批评加沙的饥饿状况，欧盟也宣布将重新考虑与以色列的自由贸易协定。在袭击伊朗的前一天，以色列摧毁了加沙的电信基础设施，切断了加沙与世界其他地区的通讯。各界政治学家，记者和评论人士认为以色列对伊朗的袭击为其在加沙的行动转移了注意力。 与伊朗的关系是以色列左翼和右翼人士之间的一个共同关注点。

### 正式展開
内塔尼亚胡宣布展開「雄獅崛起行動」，以打擊伊朗位于纳坦兹的主要浓缩设施、核科学家及部分弹道导弹计划。内塔尼亚胡称伊朗的核努力是“对以色列生存的明确且迫在眉睫的危险”，并强调采取行动“也是在保护我们的阿拉伯邻国”免受伊朗的侵略。他表示，行动将“持续所需的所有天数”。根据《经济学人》及前美国中东政策官员布雷特·麦格克的说法，行动代号“雄狮崛起行动”指的是复兴狮子与太阳，这是1979年伊斯兰革命前伊朗的国徽及国旗标志。 《耶路撒冷邮报》报道称，该行动名称源自圣经《民数记》（23:24）：“这民要起来像母狮，挺身像公狮。”
在宣布袭击的演讲中，内塔尼亚胡说：“几十年来，德黑兰的领导人公然呼吁毁灭以色列。他们用核武器计划来支持其种族灭绝的言论。”内塔尼亚胡表示，以色列发动袭击是因为「若不阻止，伊朗可能在極短時間內造出核武。可能是一年，甚至只需幾個月，不到一年。」 袭击后，内塔尼亚胡表示以色列的战争是针对伊朗政府，而非伊朗人民。随着局势发展，内塔尼亚胡召集了安全内阁会议。
以色列对伊朗核计划的空袭动用了超过200架战斗机，包括多架F-35I，据报道，F-35I经过改装，配备了低可观测性的保形油箱，使其能够在不牺牲隐形特性或需要空中加油的情况下，具备在伊朗上空执行任务的航程和续航能力。 以色列战斗机袭击了伊朗境内超过100个地点，其中包括纳坦兹浓缩设施及其他与伊朗核计划相关的基础设施。 由于运行中的核反应堆（如布什尔核电站和德黑兰研究用反应堆）未被攻击，空袭没有造成核事故。虽然受损的气体离心机可能释放低水平辐射和工业化学品，对现场人员构成威胁，但既不会引发核爆炸，也不会造成大规模区域污染。

## 以色列的襲擊

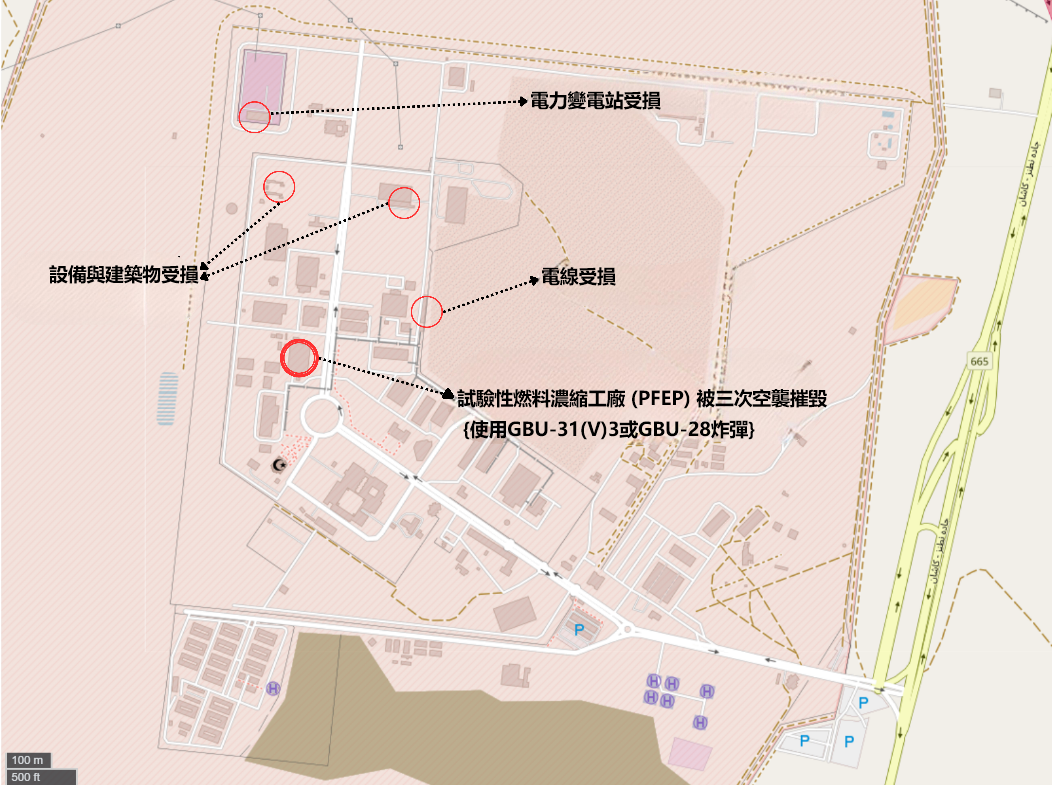
以色列在升獅行動期間打擊納坦茲核設施地圖

### 6月13日

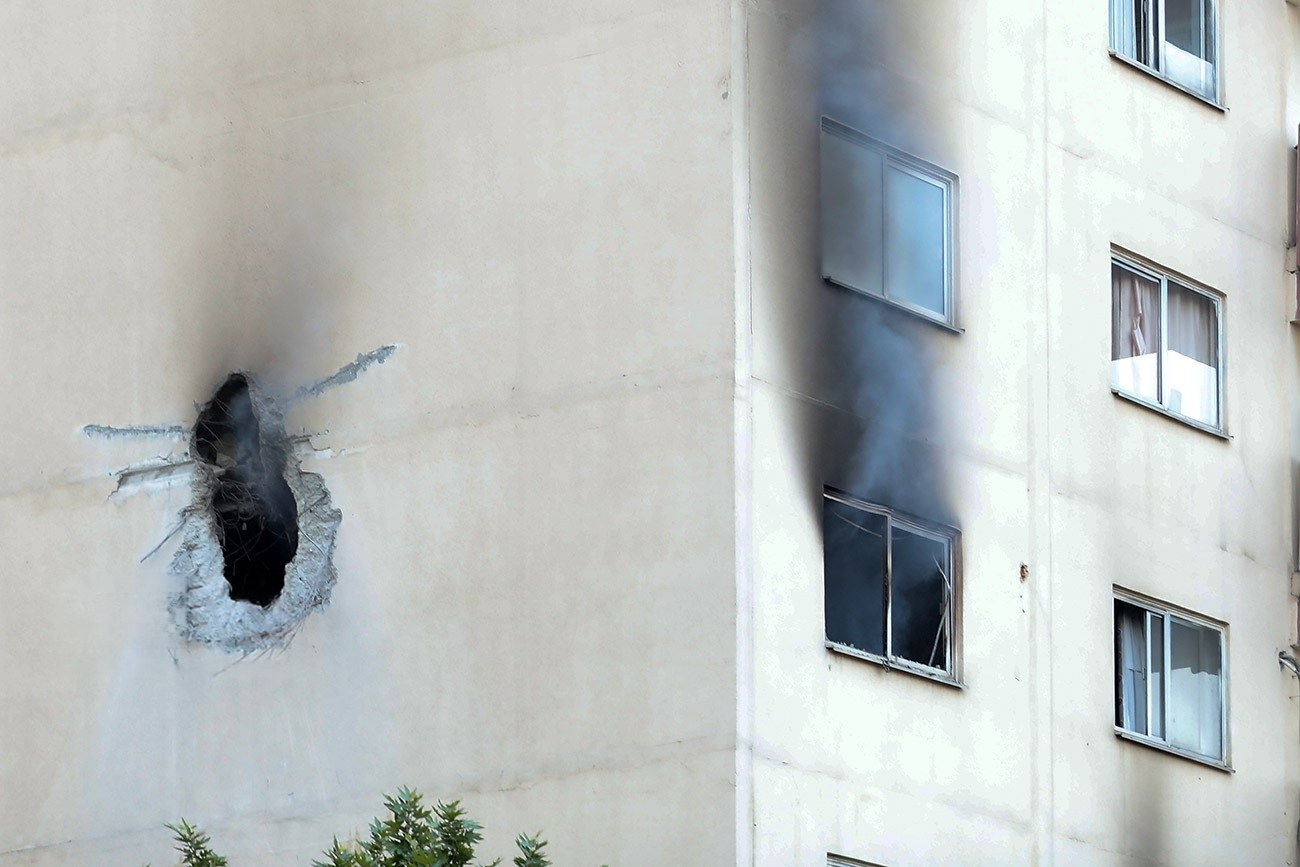
以色列袭击后德黑兰一栋建筑的受损情况

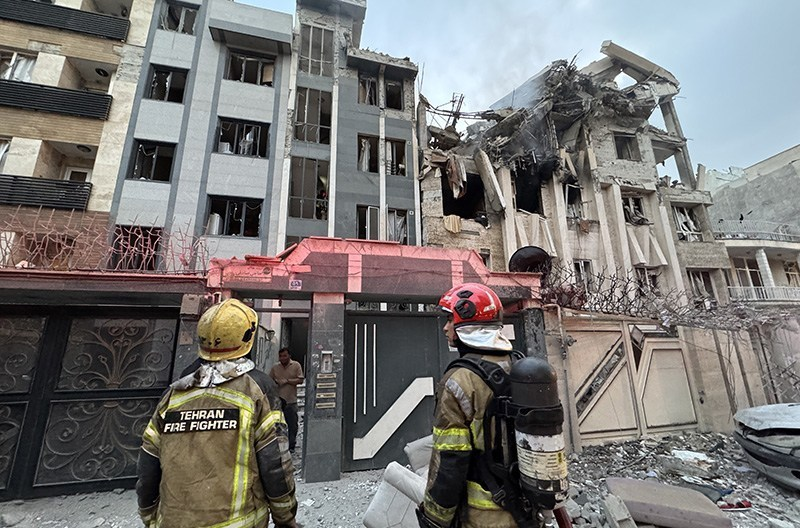
以色列袭击德黑兰后的景象

2025年6月13日凌晨，以色列国防军袭击了数十个伊朗核设施、军事基地、基础设施以及主要军事指挥官。以色列官员称，其中包括一些德黑兰方面未曾预料到的目标。截至以色列夏令时间早上6点30分，以色列空军已展開五波空袭，使用超过200架以色列飞机，向约100个目标投掷了超过330枚弹药。
与此同时，摩萨德对伊朗的防空系统和导弹基础设施进行了破坏。一名以色列官員透露，摩薩德早前已在德黑蘭附近設立一座秘密無人機基地，用於摧毀鎖定以色列的飛彈發射器。此次行動由摩薩德與以軍協同策劃，亦涉及將精密武器偷運入伊朗，以及部署特種部隊破壞伊朗防空系統，以確保以色列空軍取得制空權。
当地时间凌晨3時許，以色列国防部长伊斯雷爾·卡茨宣布全国进入紧急状态，警告伊朗即將展開导弹與無人機反擊。以色列全国拉响了防空警报，以防备伊朗可能发动的反击，不过伊朗直到次日晚间才发射弹道导弹。 卡茨进一步将以色列对伊朗的攻击描述为“先发制人的打击”。据以色列国防军称，此次行动的原因是，情報顯示伊朗已儲備足夠濃縮鈾，數日內即可製造最多15枚核武。
德黑蘭多地傳出爆炸，包括軍事基地周邊及高階軍官住宅區。目擊者稱火光沖天，爆炸聲持續不斷。親革命衛隊的法尔斯通讯社报道，德黑蘭東部的馬哈拉提住宅區（Shahrak-e Mahallati）有多間住宅被击中，该社区居住着伊朗高级军官及其家属。据报道，袭击导致伊斯兰革命卫队在德黑兰的总部起火。 一些住宅区在袭击中被击中，其中包括伊朗军官和官员居住的楼宇。据报道，爆炸的威力导致一些建筑倒塌。
位于伊斯法罕省的纳坦兹核设施据报发生爆炸。當地為伊朗最重要的核設施之一，擁有兩座濃縮廠：一為地下的燃料濃縮廠（FEP），另一為地上的試驗濃縮廠（PFEP）伊朗国家电视台证实该地点附近有“巨大爆炸声”。 洪達卜和霍拉马巴德的核设施也成为目标。
以色列于下午早些时候对大不里士发动了打击，据报目标是大不里士国际机场附近的一个区域。 设拉子和纳坦兹核设施也遭到了以色列的打击。 哈马丹空军基地和帕尔钦军事基地也发生了爆炸。地下的福尔多燃料浓缩厂附近也发生了两次爆炸， 据报一架以色列无人机在此被伊朗防空系统击落。 以色列国防军后来证实打击了哈马丹和大不里士的空军基地，声称已“拆除”了后者，并摧毁了数十架伊朗无人机和地对地导弹发射器。
格林威治标准时间18点46分，以色列国防军证实打击了伊斯法罕核技術研究中心，称其参与了“浓缩铀的再转化”。
伊朗媒体报道称，至少有两架以色列战斗机在伊朗领空被击落，一名女飞行员被俘。 以色列国防军对此否认。

### 6月14日
6月14日凌晨，伊朗媒体报道称德黑兰的梅赫拉巴德国际机场有两枚射弹击中、一声爆炸，随后起火。 报道还称伊朗防空系统在伊斯法罕上空拦截了以色列的射弹，并在伊朗西北部与执行侦察任务的以色列无人机交火。 以色列国防军总参谋长埃亚勒·扎米尔和空军司令托默·巴尔宣布“通往德黑兰的道路已经铺平”。 以色列国防军随后表示，轰炸了伊朗西部一个用于储存数十枚弹道导弹和巡航导弹的地下设施。
伊朗确认了武装部队总参谋部情报部副部长古拉姆礼萨·迈赫拉比将军和作战部副部长迈赫迪·拉巴尼将军的死讯。 伊朗还声称总共击落了三架以色列F-35战斗机并俘虏了两名飞行员。 伊朗石油部宣布，布什尔省的两个油田遭到袭击：北方-南帕斯天然气田的第14期平台和法赫尔贾姆（Fajr Jam）天然气精炼厂。攻擊引發大火，造成至少1,200 萬立方米天然氣生產中斷。據紅新月會稱，以色列袭击了伊朗31个省份中的18个省，1414名红新月会人员正在参与救援工作。
当地时间23点11分，以色列国防军宣布对德黑兰的“军事目标”发动新一轮打击。市內的石油和汽油庫遭到攻擊，導致沙赫蘭街區的電力中斷。當晚晚些時候，塔斯尼姆通訊社報道稱，以色列在首都的襲擊擊中了伊朗国防和武装部队后勤部總部以及國防創新與研究組織大樓。

### 6月15日
位於德黑兰的司法部大楼遭到袭击。以色列空军表示，其轰炸了马什哈德国际机场的一架加油机，该机场距离其领土约2,300（1,400英里），这可能是其历史上距离最远的一次行动。
以色列轟炸了伊朗的地对地导弹基地。以色列还袭击了伊朗外交部。导弹击中并杀死了伊斯兰革命卫队的情报部长和情报副部长。
除空袭外，五枚汽车炸弹在德黑兰各地引爆，爆炸发生在政府和核相关地点附近。伊朗官方通讯社伊斯兰共和国通讯社援引知情人士的话称，这次行动是以色列执行的，尽管一名以色列官员否认了任何参与。
以色列国防军警告伊朗平民从设拉子的武器工厂和军事基地周围地区撤离。
据报道，伊朗已寻求阿曼和卡塔尔的调解，以与美国接触，旨在停止打击并重启停滞的核谈判。 伊朗表示，他们逮捕了两名声称是摩萨德成员的人员。

### 6月16日
在接受天空新闻台采访时，以色列总统艾萨克·赫尔佐格表示，以色列“别无选择”只能攻击伊朗，并且以色列战时内阁正在讨论伊朗最高领袖阿里·哈梅内伊的问题，此前有传言称特朗普否决了以色列刺杀哈梅内伊的计划。
以色列国防军袭击了聖城軍在德黑兰的指挥中心。 一名以色列官员告诉《华尔街日报》，有迹象表明纳坦兹的地下核设施已经“内爆”。 伊朗国际电视台报道称，在福尔多核设施附近听到了爆炸声。 据称，以色列国防军在帕尔钦军事设施附近进行了打击。 伊斯兰革命卫队的安萨尔·马赫迪军团报告称，其一名指挥官和一名士兵在赞詹省伊杰鲁德县的一次袭击中丧生。 一家隶属于伊朗司法部门的新闻机构报道，一名被指控为以色列特工的伊斯梅尔·菲克里被处以绞刑；该新闻机构报道称，菲克里在被捕前曾与两名摩萨德官员联系。
以色列国防军表示，已摧毁伊朗境内120个地对地导弹发射器，并在德黑兰领空实现了“完全制空权”。埃菲·德夫林准将表示，伊朗30%的导弹发射器已被摧毁。内塔尼亚胡也表示，以色列控制着德黑兰的天空。 他还不排除刺杀哈梅内伊的可能性，称“这不会使冲突升级，而是会结束冲突。” 以色列国防军称其摧毁了德黑兰和库姆之间的一个武器运输车队。
伊斯兰共和国通讯社报道，以色列部队袭击了克尔曼沙赫的法拉比医院，对医院及其周围建筑造成严重破坏。 克尔曼沙赫导弹工厂至少有15座建筑被以色列击中。 以色列在一场直播期间轰炸了伊朗国家广播电视台（IRIB），导致主播逃离。以色列声称，IRIB总部被伊朗武装部队用作在民用掩护下推广军事行动的场所， 但伊朗对此予以否认。 袭击中至少有一名IRIB员工丧生， 而该电视台称其办公室被四枚炸弹击中。
以色列向德黑兰部分地区的居民发布了疏散令。 以色列袭击了伊朗西部的导弹发射器。 以色列国防军称，其一架无人机摧毁了两架伊朗的F-14战斗机。 努尔新闻社报道称，伊朗部队在大不里士上空击落了一架F-35。 以色列国防军袭击了一栋伊朗情报组织多名高级官员所在的建筑，杀死了伊朗情报首长及其他关键高级官员，包括穆罕默德·卡齐米、哈桑·莫哈格和穆罕默德·哈塔米被确认在空袭中丧生。

### 6月17日

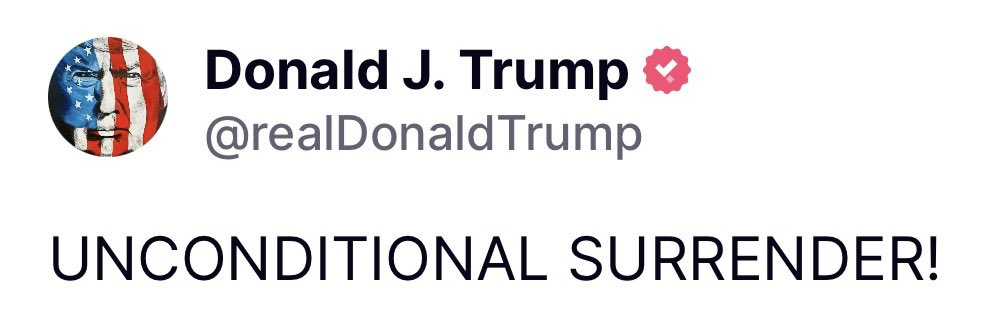
特朗普在X（推特）和真实社交（Truth Social）上的发文：“无条件投降！”

特朗普呼吁完全撤离德黑兰， 宣布“我们（原文如此）现在完全、彻底地控制了伊朗上空”，并呼吁伊朗“无条件投降”（英語：UNCONDITIONAL SURRENDER!），同时威胁要刺杀伊朗最高领袖阿里·哈梅内伊。 他还召集了美国国家安全委员会会议。 副总统J·D·万斯表示，美国可能加入对伊朗的战争。
以色列国防军刺杀了阿里·沙德马尼少将，他仅在几天前刚被任命为哈塔姆安比亚中央总部司令。 据以色列国防军称，在吴拉姆·阿里·拉希德中将死后，沙德马尼接替其职位，成为伊朗最高级别的军事指挥官，担任伊朗的“战争总参谋长”，领导伊斯兰革命卫队和伊朗军队。
以色列表示，对伊朗西部的军事目标进行了“数次广泛打击”，目标是导弹发射器和无人机储存设施。 以色列国防军发布了一段视频，显示其飞机在地面上摧毁伊朗F-14战斗机。它还展示了一段视频，显示他们摧毁了一个装有三枚导弹的火箭发射器。 据梅赫尔通讯社报道，一枚以色列火箭击中了卡尚的一个检查站，造成三人死亡，四人受伤。 伊斯兰共和国通讯社报道，以色列部队袭击了德黑兰的一栋住宅楼，并报道红新月会从废墟中救出了三人。 法尔斯通讯社报道，国有的赛帕银行遭到网络攻击。 据伊朗国际电视台和其他新闻媒体报道，黑客组织“Predatory Sparrow”已正式声称对该银行的网络攻击负责。据报，赛帕银行与伊斯兰革命卫队和伊朗军队有深厚联系。
国际原子能机构表示，纳坦兹的地下设施很可能在以色列的袭击中受损。 以色列战机袭击了伊朗西部的导弹发射器。
伊朗军队声称击落了28架“敌对飞机”，包括一架侦察机。以色列否认了这些说法。
以色列国防军宣布，使用60架战斗机对伊斯法罕的伊朗弹道导弹发射器进行了猛烈打击，并表示由于早前的袭击，伊朗西部的导弹基地已被疏散。 以色列国防军称，袭击中击中了12个导弹储存和发射场。

### 6月18日
以色列国防军表示，50架战斗机袭击了德黑兰约20座建筑，包括生产弹道导弹原材料、部件和制造系统的工厂。伊朗媒体称，以色列国防军袭击了一所隶属于伊斯兰革命卫队的大学和位于霍吉尔的一家导弹工厂。 以色列国防军还声称摧毁了70个伊导弹阵地。一架以色列空军无人机在被击落后坠入伊朗，未有伤亡报告。 以色列还袭击了核离心机生产基地，国际原子能机构证实卡拉季的TESA综合设施和德黑兰研究综合设施遭到了打击。6月18日上午，据报道德黑兰听到一声巨响，但伊朗官员尚未证实此次袭击。以色列同时袭击了德黑兰的多个地点，并向德黑兰第18区的民众发布了疏散令。据以色列称，伊朗公共安全警察局总部在袭击中被摧毁。 据报道，一栋伊朗红新月会大楼也遭到袭击。伊朗秘密特工则逮捕了五名据称与摩萨德有关联的人员，指控他们在公众中散布恐惧。伊朗媒体报道称，伊朗部队在瓦拉明市的贾瓦达巴德地区击落了一架“敌对的”F-35战机。
以国防军总参谋长埃亚勒·扎米尔中将表示：“这是从10月7日事件中吸取的重大而直接的教训，我们不等了，我们正在阻止威胁。”《华尔街日报》的报道认为，以色列的箭式导弹拦截系统即将耗尽。以国防军用波斯语发布了一条消息，称其收到了大量来自伊朗人的信息，其中包括“对伊朗现状的恐惧、绝望和愤怒”，并请求那些希望联系以色列的人通过一个指向摩萨德网站的链接进行联系。以色列时报评论员法比安认为这不是以国防军常使用的消息。
下午，以国防军表示，已动用25架战斗机对伊朗西部的40个军事目标进行了打击，包括一个已准备就绪的伊玛德导弹发射器、导弹储存点和士兵。以国防军发言人埃菲·德夫林表示，迄今为止，以色列已袭击了伊朗境内的1100个目标。他补充说，上午在克尔曼沙赫有五架2091 頭帆直升機被击中。随后，以色列国防军表示又摧毁了三架AH-1直升机。 晚些时候，以国防军宣布，以方投入了60架战斗机参与一轮对德黑兰20个目标的打击，包括武器制造设施、离心机生产基地以及核研发地点。

### 6月20日
以色列国防军报告称，其一夜之间袭击了伊朗境内的多个军事目标，包括导弹生产设施和位于德黑兰的一个核研究中心。被击中的关键目标之一是SPND计划的总部，该机构专注于国防研究与发展，据报道参与了伊朗的核武器发展。以国防军声称，当天上午已摧毁35个伊朗导弹发射器。在一份简短声明中，以国防军表示他们正在袭击伊朗西部和中部的军事基础设施。
据报道，数十万民众在德黑兰、大不里士、设拉子、伊斯法罕、马什哈德、库姆、加兹温、亚兹德及吉兰等城市举行了反对以色列袭击的抗议活动。现场画面显示，他们挥舞着伊朗国旗、真主党旗帜，以及被暗杀的伊朗指挥官和最高领袖阿里·哈梅内伊的照片。 参与者包括伊朗司法总监格拉姆-侯赛因·莫赫塞尼-埃杰伊、前伊斯兰革命卫队指挥官少将穆罕默德·阿里·贾法里，以及多位部长和议会副议长。一家伊朗新闻媒体报道，一架以色列无人机袭击了德黑兰吉沙区的一栋居民楼。据报道，此次袭击的目标是一个隶属于巴斯基的军事基地。据伊朗当地媒体报道，以色列当日在德黑兰刺杀了一名未透露姓名的核科学家。

### 6月21日
以色列国防军炸毁了圣城军指挥官的公寓，并击毙了一名伊朗革命卫队指挥官。伊斯法罕的建築物繼續遭到空襲。納傑法巴德遭到空襲，造成1人死亡。伊朗媒體又承認有一位核子科學家在德黑蘭被殺。

### 6月22日
位於迪茲富勒和伊斯法罕的機場遭到襲擊，以色列方面表示摧毀了两架伊朗F-5戰鬥機和8个弹道导弹发射器，炸死导弹发射器附近的士兵。
亚兹德的一座发电厂和一个军事要塞遭到以色列襲擊。

### 6月23日
伊朗西部、东部和中部的六个机场遭到以色列轟炸，以色列摧毁了包括F-14、F-5和AH-1在內的15架伊朗战斗机和直升机。以色列还袭击了克尔曼沙阿的导弹发射器和储存设施。埃温的一個發電站遭襲，導致當地停電。
以色列還轟炸埃温监狱以及摧毁以色列倒计时钟。

### 6月24日
以色列国防军表示，在以伊戰爭停火協議達成之前，他们在一夜之间杀死了数百名巴斯基民兵和一名伊朗核科学家。吉蘭省有9人死亡。

## 美国的袭击

### 6月22日

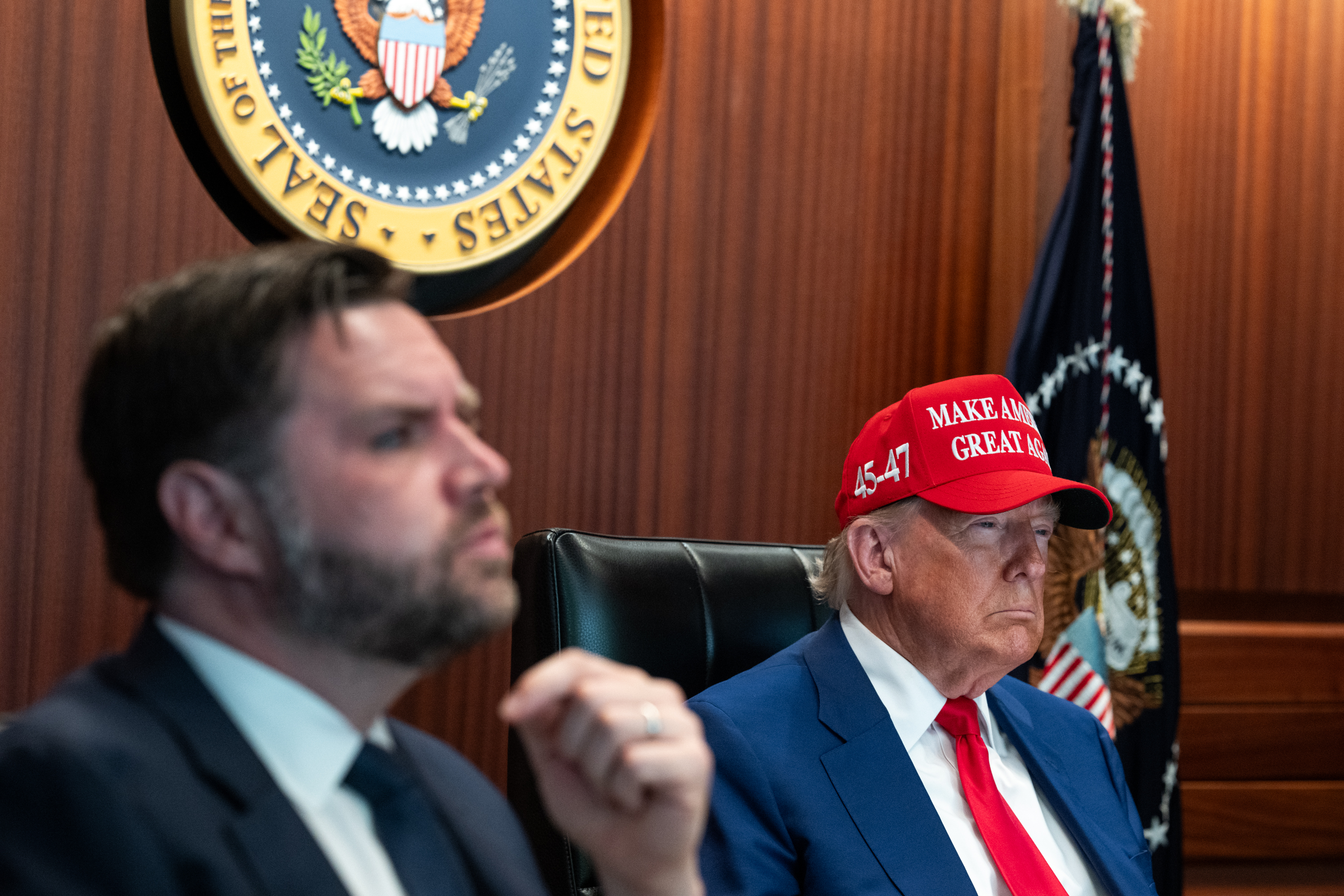
袭击期间，特朗普总统与万斯副总统在白宫战情室。

6月22日，美国加入战争，支持以色列一方。美国总统特朗普表示，美国出動B-2轟炸機轟炸伊朗福尔多、纳坦兹和伊斯法罕三处核设施。特朗普称，被打击的设施被“彻底摧毁”。作为回应，伊朗政府表示福尔多设施未受严重损害。伊朗国家广播电视台称，仅有福尔多的出入通道被摧毁，设施本身并未受损。
袭击后不久，美联社发布了福尔多设施的卫星图像。图像显示，设施所在的山体受损，空中冒着灰烟；设施入口受损，被泥土堵塞，并可见数个大洞或弹坑。袭击前，该设施的卫星图像似乎显示后勤活动增加，多辆卡车和重型机械在现场附近集结，表明伊朗可能转移了其核材料。之后，一名伊朗消息人士告知路透社，他们在袭击前已将大部分浓缩铀从该设施转移至一处未知地点。据国际原子能机构称，自美国袭击以来，未在伊朗核设施检测到新的辐射。以色列表示，其在策划此次袭击时与美国进行了“全面协调”。 伊朗红新月会会长皮尔侯赛因·科利凡德表示，袭击未造成人员死亡。

### 6月23日
特朗普随后在其官方X账户上发文，称美国的袭击对伊朗及其核设施造成了“巨大破坏”。据半岛电视台报道，特朗普在“真实社交”上的帖子明显淡化并蔑视了伊朗的威胁：“正如卫星图像所示，伊朗所有核设施都遭受了巨大破坏。‘彻底摧毁’是一个准确的术语！”。此后他又写道：“最大的破坏发生在地下深处。正中靶心！！！”。半岛电视台一直在报道这些最新消息，而伊朗尚未透露其核设施的受损程度。 据《以色列时报》报道，本雅明·内塔尼亚胡在周日的希伯来语声明中表示，美国（前一天）造成了“非常严重的破坏”。
在美国向福尔多核设施上方的山脉投下3万磅的碉堡克星炸弹后，伊朗威胁要袭击中东地区的美军基地，而美国总统特朗普则敦促德黑兰退让。伊朗最高领袖阿亚图拉·阿里·哈梅内伊的顾问阿里·阿克巴尔·韦拉亚提表示，被美军用来袭击伊朗的基地最终都可能成为伊朗的报复目标。他的声明如下：“任何被美军用来打击伊朗的本地区或其他地区国家，都将被我国武装部队视为合法目标。”

## 伊朗的反擊

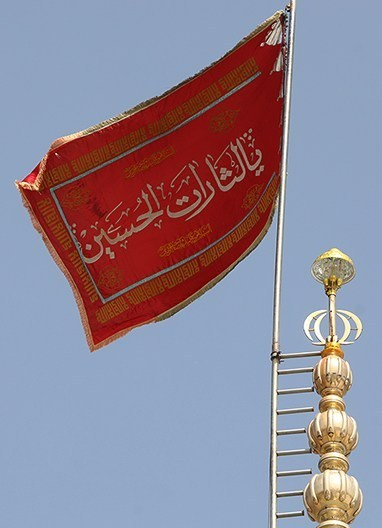
2025年6月以色列襲擊伊朗後，一面寫有「喚起為侯賽因復仇者」的紅旗曾懸掛於賈姆卡蘭清真寺上。

袭击发生后，伊朗誓言将对以色列进行“严厉回应”。它表示将攻击驻扎在中东各地军事基地的以色列和美国部队。美国随后从伊拉克撤离了部分士兵，并授权撤离该地区美军家属。据以色列国防军准将埃菲·德夫林称，作为报复，伊朗向以色列发射了超过100架见证者无人机。约旦首都安曼响起了警报声。部分无人机被约旦皇家空军在约旦领空拦截，部分被以色列空军在沙特阿拉伯和叙利亚上空拦截。随后，多个以色列消息来源表示，要求以色列平民避难的命令已经解除，表明大部分或所有无人机已被摧毁。一架被拦截的无人机坠落在约旦伊尔比德的一所房屋上，造成三人受伤。
胡塞武装也从也门发射了一枚针对耶路撒冷的弹道导弹， 导弹落在西岸的希伯伦，造成五名巴勒斯坦人受伤。当地时间晚上约9点——在伊朗向以色列发射数十枚导弹前十分钟——以色列公民收到了关于即将来袭的手机警报。公民在约10点10分获准离开避难所。特拉维夫在袭击中成为伊朗导弹的目标；虽然一些导弹被以色列拦截，但其他导弹成功击中了特拉维夫的目标， 包括对哈基里亚军事总部附近贝京路的一次明显直接命中。伊朗将其反击行动代号为“真实承诺三号行动”，并表示袭击了包括军事地点和空军基地在内的数十个目标。
以色列国防军估计，在袭击期间，伊朗分两波发射了约150枚弹道导弹。紅大衛盾會报告称，至少有63名以色列人受伤–一人危重，一人重伤，八人轻伤，其余为轻微伤。一名重伤的平民妇女后来因伤势过重死亡。 七名士兵在伤者之列，受了轻伤。 以色列消防与救援服务从特拉维夫一栋被击中的建筑中救出两人，而以色列国防军的后方司令部则从该市的一栋建筑中救出另一名平民。尽管如此，没有关于伊朗报复性打击造成重大损失的报道。 特朗普警告伊朗不要攻击美国人员或基础设施，称“如果我们受到伊朗任何形式的攻击，美国武装部队的全部力量和威力将以前所未有的程度降临到你们头上。” 英国财政大臣雷切尔·里夫斯告诉天空新闻台，英国可能会帮助保护以色列。

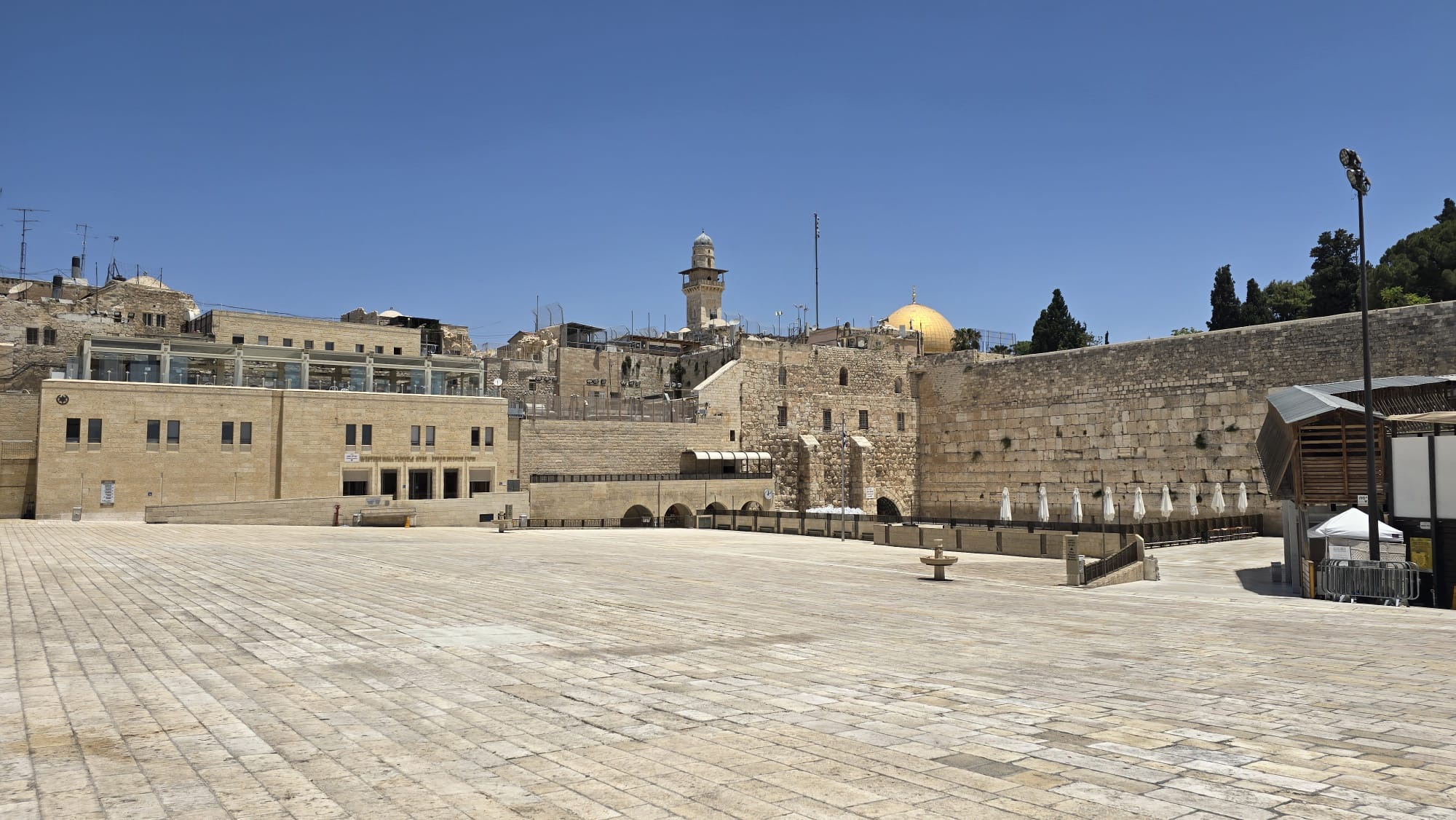
2025年6月13日，西墙广场接到疏散命令

### 6月14日
6月14日凌晨1点左右，伊朗发射了另一轮由数十枚导弹组成的攻击；据以色列国防军发言人称其大部分被拦截。 袭击中有七人受伤，其中一人轻伤。 两名红大卫盾会救护人员因弹片击中其重症监护室而被碎玻璃轻微划伤。据称有几所房屋严重受损，受伤平民人数亦增加至60多人。由于里雄莱锡安一栋建筑被直接击中，两名平民当场死亡，另有20多人受伤，其中包括一名从废墟中救出的3个月大婴儿。
以色列国防军后宣布，自6月13日晚以来，伊朗已发射了200枚弹道导弹，其中约25%击中空旷地区；据这一宣称，只有少数导弹躲过了防空系统，击中了包括特拉维夫、拉马特甘和里雄莱锡安在内的居民区，并造成了一定伤亡。有报道称，当伊朗发射第五轮导弹时，美国的军事力量帮助拦截了来袭以色列的导弹。据报道，几枚伊朗导弹在飞往以色列的途中飞越叙利亚领空，至少有两枚导弹落在德拉省（叙利亚南部），导致大马士革周边暂停航班起降。另有几个阿拉伯国家亦参与了击落伊朗无人机的军事行动，或是通过共享雷达信息以帮助以色列摧毁它们。
当晚，伊朗向以色列北部发射了另一轮导弹，造成五人死亡，至少23人受伤。后方司令部在晚上11点发出手机警报，公民在11点45分获准离开避难所。 一枚弹道导弹击中了塔姆拉的一座两层楼房，造成一名妇女死亡，14人受伤。一个家庭的四名成员，包括一名妇女和她的两个女儿，在另一次导弹袭击中丧生。海法的巴赞集团炼油厂附近也发生火灾，管道和输电线路受损。

### 6月15日

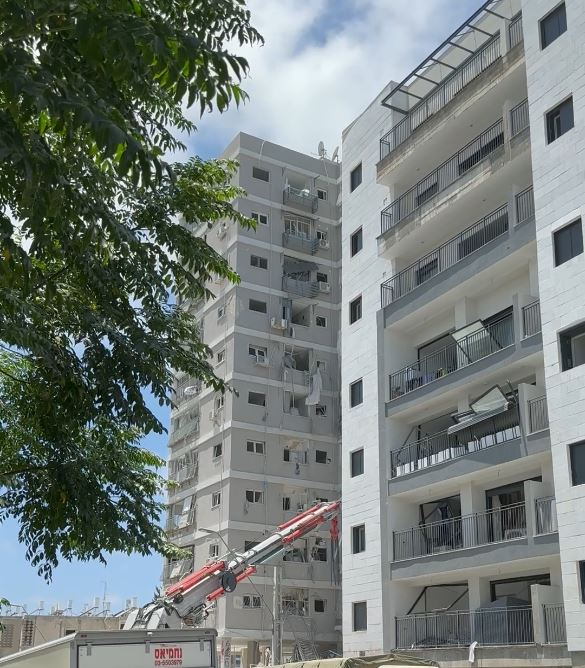
伊朗袭击巴特亚姆后的景象

6月15日上午，伊朗和也门的胡塞武装同时发射弹道导弹，导致巴特亚姆和雷霍沃特的建筑物、基尔耶特埃克伦的一个购物中心以及特拉维夫遭到撞击。在巴特亚姆的袭击造成九人死亡，其中包括三名年龄分别为8岁、10岁和18岁的遇难者，另有一人失踪。据市长茨维卡·布罗特称，有61座建筑物受损。 据红大卫盾会称，约有200人受伤，其中数人伤势严重。 在巴特亚姆遇难的平民中有五人是乌克兰公民。以色列后来宣布已经拦截了大部分导弹，其余的大多落在以色列领土以外。
位于雷霍沃特的博士后科学研究中心魏茨曼科学研究学院被伊朗击中。 以色列国防部报告称，以色列中部遭到来自也门的导弹袭击，胡塞武装随后证实了这一点，称他们与伊朗军方协调使用了数枚巴勒斯坦2号弹道导弹。 德国警告说，伊朗可能以德国的犹太或以色列社区为目标，此后德国加强了相关机构周围的安保。 伊朗导弹的碎片也击中了西岸的两个地点。上午约11点20分，一枚流星级导弹在比雷赫引起屋顶火灾，距离巴勒斯坦民族权力机构主席马哈茂德·阿巴斯的家仅几米之遥。约90分钟后，一枚在以色列中部上空被拦截的导弹碎片落在萨伊尔外，三名儿童被碎玻璃所伤。 当天晚些时候，伊朗向以色列发射了一轮由数枚弹道导弹组成的攻击， 但没有报告任何撞击或伤亡。 伊朗后来向凯撒里亚的一个地区发射了一枚导弹，靠近内塔尼亚胡的家。以色列国防军宣布，导弹被拦截，至少有50枚火箭被击落。 傍晚，伊朗向以色列发射了数轮导弹，造成海法7人受伤，迦特镇1人受伤，同时还引起了火灾和财产损失。另有9人因恐慌发作接受治疗。

### 6月16日

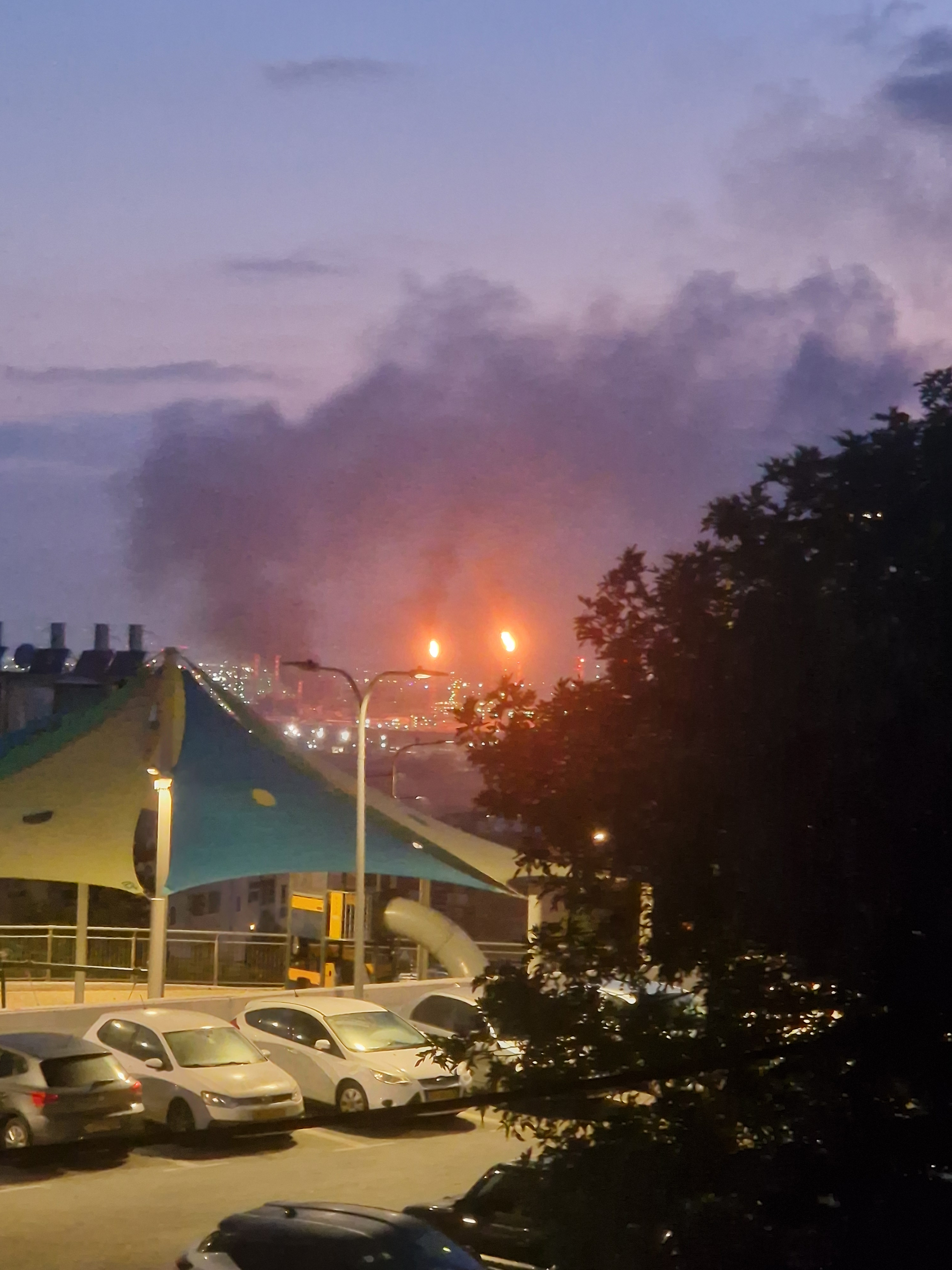
2025年6月15日至16日夜间，伊朗对巴赞集团海法炼油厂的袭击

6月16日，伊朗向以色列发射了另一轮导弹。据报道，导弹碎片对美国大使馆特拉维夫分馆造成了损坏。 特拉维夫的一所学校以及伯尼布莱克、海法和佩塔提克瓦的房屋被击中。八名平民死亡，90多人受伤。 以色列报告称，一夜间有逾287人住院。在巴特亚姆的废墟下亦发现一具尸体。 海法的炼油厂也成为目标，造成重大损坏，迫使其暂时关闭，并导致三名工人死亡。 据昆西国家事务研究所执行副主席特里塔·帕西称，伊朗连续的导弹袭击可能削弱了以色列的防御系统，使得更大比例的导弹得以突破。
袭击发生后，以色列确认迄今已有24人死亡，其中大多数发生在防空洞外，并统计到350枚伊朗导弹，每次集中在30-60枚。 CNN报道称，伊朗表示在完成对以色列的报复之前不会与美国谈判。 一架朝向美国驻伊拉克埃尔比勒领事馆的无人机被拦截。 伊朗再次向佩塔提克瓦发射弹道导弹，造成四人死亡。一人重伤，14人中度受伤，包括两名儿童。两枚导弹还击中了特拉维夫，摧毁了多座建筑物。

### 6月17日

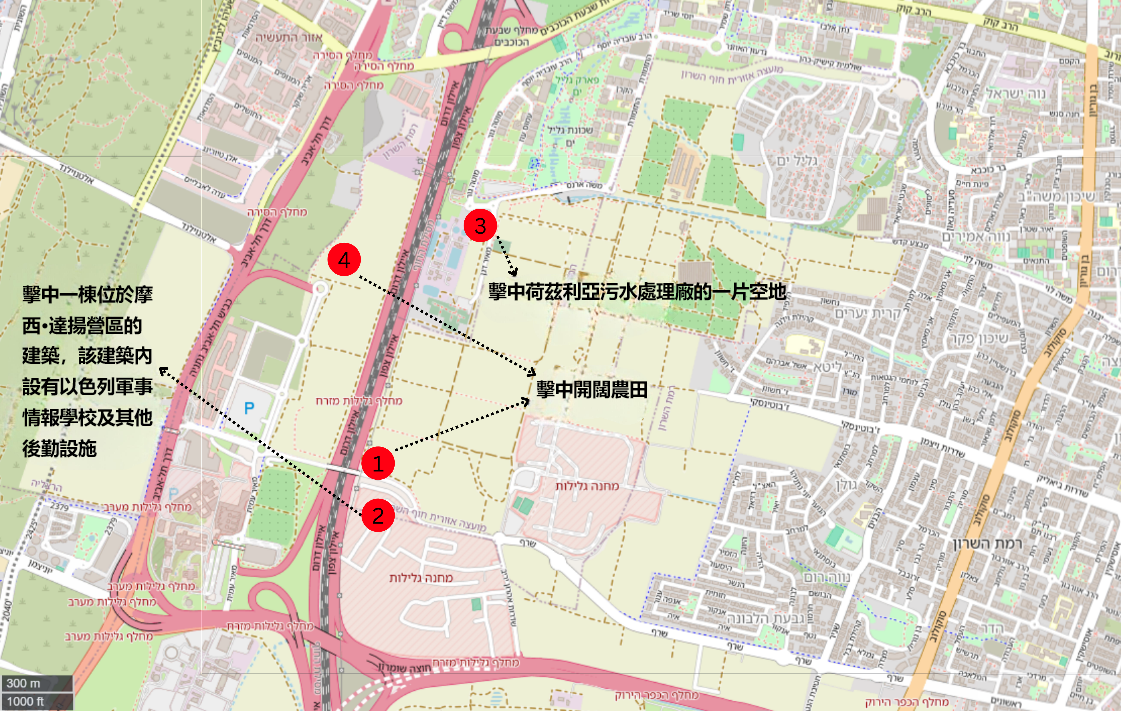
真實承諾三號行動期間伊朗對以色列軍事情報學院的空襲，包括其摩西·達揚營區

上午，伊朗向以色列发射了约20枚导弹，造成五人轻伤。CNN报道称，伊朗导弹击中了以色列各地的目标，包括特拉维夫以及以色列中部城市巴特亚姆的居民区和巴勒斯坦-以色列城镇塔姆拉。 新消息报报道称，一枚伊朗导弹击中荷兹利亚市，损坏了一栋八层楼的建筑，并点燃了一辆空巴士。 在特拉维夫的丹区和西耶路撒冷听到了爆炸声。《以色列时报》报道，以色列在6月16日至17日夜间击落了30架伊朗无人机。
伊斯兰革命卫队声称击中了一个军事情报中心和以色列的一个摩萨德行动策划中心。 傍晚时分，伊朗向以色列北部发动的一次弹道导弹袭击被以色列成功拦截。以色列国防军表示，伊朗40%的弹道导弹发射器已被摧毁。以色列国防军还表示，他们认为伊朗无法对以色列发动大规模导弹齐射；由于以色列国防军对导弹发射器的定点打击，他们无法协调大规模攻击。 美国的战争研究所指出，上午的五次袭击火力比之前的齐射要小，推测伊朗的导弹部队能力有所下降。

### 6月18日
傍晚，伊朗朝以色列發射泥石导弹。導彈被以色列攔截，導彈碎片擊中一輛汽車，造成一名男子輕傷。
以色列国防军估计，自冲突爆发以来，伊朗已向以色列发射了400枚导弹和1000架无人机，只有20枚导弹击中了城市地区，造成的人员伤亡远低于以色列的预期。此外只有不到200架無人機进入了以色列领空，但均未击中任何目标。

### 6月19日
伊朗向以色列发射了约20枚弹道导弹，击中了以色列中部和南部至少四个地点，造成271人受傷。

### 6月20日
伊朗的導彈擊中了貝爾謝巴的建築，微软在當地的办公室附近發生火災。贝尔谢巴中心火车站也受損。海法有20多人受伤。一名婦女在卡尔米埃勒避難時因心臟病身亡。
以色列国防军表示，伊朗迄今已向以色列发射了520枚弹道导弹，其中只有25枚導彈擊中地面。

### 6月21日
特拉維夫和霍隆發生火災。
以色列在南部地區攔截了两架伊朗无人机。

### 6月23日
卡塔爾首都多哈傳出爆炸聲，伊朗稱向卡塔爾的美軍基地發射多枚導彈；阿聯酋據報亦關閉領空。

## 停火
6月23日，美国总统特朗普宣布已促成伊朗与以色列停火。以色列和伊朗之间的停火协议會在6月25日前执行。起初伊朗外交部部长並沒有同意停火，他表示双方并未达成任何停火提议，但他表示，如果以色列“不迟于6月24日德黑兰时间凌晨4点”停止敌对行动，伊朗将停止军事行动。6月24日上午，以色列宣布同意與伊朗達成双边停火协议。不久，以色列方面以伊朗再度發射導彈為由指責伊朗违反停火协议。以色列国防部部长指示以色列国防军恢复攻擊伊朗。伊朗武装部队总参谋长否认該國违反停火协议以及以色列的指控。之後德黑蘭的雷達設施遭到以色列襲擊。特朗普表示以色列和伊朗都违反了他试图促成的停火协议，并表示以色列必须“冷静下来” 。特朗普又表示「这两个国家打了这么久，他们都不知道自己他X的在干什么！」。伊朗方面表示當地時間9時後，以色列沒有再攻擊伊朗。伊朗总统马苏德·佩泽希齐扬于24日的致全国公开信中宣布十二天战争结束，全国转入重建阶段。伊朗隨後恢复全国通信并重新开放东部领空。伊朗還承認該國核设施遭到严重破坏。

## 各方伤亡

### 伊朗
6月25日，伊朗卫生部门报告称自6月13日以來有627人死亡，并补充说大多数伤亡者是平民。总部位于美国的人权组织HRANA报告称有657人死亡，2037人受伤。
路透社援引地區消息人士指出，至少有20名高级指挥官在袭击中丧生。 已确认的伤亡人员包括伊朗武装部队总参谋长穆罕默德·巴盖里少将、伊斯兰革命卫队指挥官侯赛因·萨拉米、伊斯兰革命卫队高级指挥官吳拉姆·阿里·拉希德以及伊斯兰革命卫队指挥官阿米尔·阿里·哈吉扎德。 以軍指出，一座地下指揮中心遭以軍精確打擊，當時伊斯蘭革命衛隊航太部隊高層正在該處開會，导致該部队的大部分领导层丧生。死者包括伊斯兰革命卫队空军指挥官阿米爾·阿里·哈吉扎德，以及伊斯兰革命卫队防空和无人机部队的领导人。以色列国防军总共报告击毙了至少六名高级军事指挥官——巴盖里、萨拉米、阿里·拉希德、哈吉扎德、伊斯兰革命卫队防空部队指挥官达乌德·谢赫基安和伊斯兰革命卫队无人机部队指挥官塔希尔·普尔。 《纽约时报》报道了圣城旅指挥官伊斯梅尔·卡尼的死讯，不过以色列相信他仍然在世。据内塔尼亚胡称，伊斯兰革命卫队情报部长穆罕默德·卡齐米及其副手哈桑·莫哈格被击毙。
親政府媒體《努爾新聞》報導，最高領袖哈梅內伊的資深顧問阿里·沙姆哈尼在襲擊中重傷，但在左腳需截肢的情況下倖存。
伊朗核科學界亦傳出重大傷亡。据伊朗國營媒体报道，核科学家费雷杜恩·阿巴西和穆罕默德·迈赫迪·德黑兰奇也被击毙。《塔斯尼姆通訊社》進一步指出，又有四名核科學家被擊斃，分別為阿卜杜勒哈米德·米努切赫爾（Abdulhamid Minouchehr）、艾哈邁德雷扎·佐爾法加里、賽義德·阿米爾侯賽因·法蓋希（Seyyed Amirhossein Faqhi）與阿克巴爾·穆特拉比扎德（Akbar Motlabizadeh） 以色列点名了九名据称被击毙的核科学家，其中包括2020年被暗杀的伊朗核计划负责人穆赫辛·法克里扎德的继任者。两个地区消息来源在6月15日报道，伊朗核科学家的死亡人数已上升至14人，其中包括一些在汽车炸弹袭击中丧生的人。
地方媒體亦指出，已确认的伤亡者中包括平民，含妇女和儿童。塔斯尼姆通讯社报道，在德黑兰北部的塔季里什区有超过50人受伤，其中包括35名妇女和儿童被送往查姆兰医院。伊朗西北部东阿塞拜疆省省长表示，在该省第一天的袭击中有31人死亡，包括30名士兵和一名伊朗红新月会成员。 法兰西24采访了几名伊朗境内人士，他们表示平民是以色列袭击的受害者之一。伊朗医院工作人员报告称，有儿童在以色列的袭击中丧生。
伊朗军队声称击落了三架以色列战斗机，据称一名飞行员死亡，另一名被俘。以色列国防军一再否认有关空军伤亡或损失的说法。 由于德黑兰没有防空洞，伊朗人被指示在地下停车场避难。据报道，伊朗于2025年6月16日将伊斯梅尔·费克里处以绞刑，他被判向摩萨德传递敏感情报。

#### 知名死者
| 姓名                       | 职位                                                                           | 死亡日期      |
| -------------------------- | ------------------------------------------------------------------------------ | ------------- |
| 穆罕默德·巴盖里            | 伊朗伊斯兰共和国武装力量总参谋部总参谋长                                       | 2025年6月13日 |
| 侯赛因·萨拉米              | 伊斯兰革命卫队总司令                                                           | 2025年6月13日 |
| 吴拉姆·阿里·拉希德         | 哈塔姆安比亚中央总部司令                                                       | 2025年6月13日 |
| 阿里·沙德马尼              | 哈塔姆安比亚中央总部司令（接替吴拉姆·阿里·拉希德）                             | 2025年6月17日 |
| 阿米尔·阿里·哈吉扎德       | 伊斯兰革命卫队航空航天部队总司令                                               | 2025年6月13日 |
| 達烏德·謝希揚              | 伊斯蘭革命衛隊空天军防空指揮官                                                 | 2025年6月13日 |
| 迈赫迪·拉巴尼              | 武装部队总参谋部作战部副部长                                                   | 2025年6月13日 |
| 吴拉姆雷扎·梅赫拉比        | 伊朗武装部队参谋部情报事务副主管                                               | 2025年6月13日 |
| 哈桑·穆哈盖格              | 伊朗伊斯兰革命卫队情报机构副部长                                               | 2025年6月15日 |
| 穆罕默德·卡齐米            | 伊斯兰革命卫队情报机构准将。他于2022年被任命为伊斯兰革命卫队情报组织的指挥官。 | 2025年6月15日 |
| 赛义德·伊扎迪              | 聖城軍巴勒斯坦分支負責人                                                       | 2025年6月21日 |
| 费雷敦·阿巴西              | 核科学家                                                                       | 2025年6月13日 |
| 赛义德·博尔吉              | 核科学家                                                                       | 2025年6月13日 |
| 艾哈邁德雷扎·佐爾法加里    | 核科学家                                                                       | 2025年6月13日 |
| 賽義德·阿米爾侯賽因·法蓋希 | 核科学家                                                                       | 2025年6月14日 |
| 阿卜杜勒哈米德·米努切赫尔  | 核科学家                                                                       | 2025年6月13日 |
| 阿克巴爾·穆特拉比扎德      | 核科学家                                                                       | 2025年6月14日 |
| 穆罕默德·迈赫迪·德黑兰奇   | 核科学家                                                                       | 2025年6月13日 |

### 以色列

#### 人命傷亡
以色列傳媒《國土報》引述緊急救援部門報導，伊朗發射導彈襲擊以色列期間，造成至少40人受傷。美方消息則稱，全國各地共最少有41人受傷。法新社報道，地面有7人受傷。
以色列緊急醫療機構紅大衛之星指出，大特拉維夫地區有34人受傷，其中一名女子被瓦礫掩埋，情況危殆。第12頻道則引述該機構數據指，事件共造成63人受傷，其中一人危殆、一人重傷、8人中傷，其餘為輕傷。當局亦確認一宗死亡個案。特拉維夫救援人員在一幢倒塌大樓中救出2名生還者。

#### 財物損毀
特拉維夫市中心一棟現代住宅樓宇受襲嚴重，多個單位起火，建築物冒出濃煙。毗鄰建築亦出現重大外牆損毀，窗戶爆裂，大量變形金屬懸掛於外牆。拉馬特甘地區亦傳出多宗破壞事件，數輛汽車被焚毀，三幢住宅明顯受損。市政當局表示，當地有9幢建築物被完全摧毀，另有數百座建築受損不等。約100名居民因導彈襲擊需緊急撤離。
以軍表示，少數建築物在攔截導彈過程中被彈片波及，造成一定損害，但整體數量有限。

## 影響
儘管伊瑪目霍梅尼國際機場未直接受襲，伊朗當局仍宣佈暫停該機場所有航班，塔斯尼姆通訊社報導指，此舉已導致滯留沙地阿拉伯的朝聖者返國行程被迫取消。以色列亦同步關閉特拉維夫本-古里安國際機場，所有往返以色列的航班均被取消，伊拉克與約旦則全面關閉領空。中華人民共和國政府呼籲在伊朗境內的中國公民保持高度警惕。紐約市警察局表示，已針對市內猶太社區與以色列相關機構「加強部署」安全人力。以色列政府宣佈進入特別緊急狀態，全面關閉領空、全國停課，並禁止所有大型群眾活動。國防軍亦動員數萬名後備軍人，為可能的伊朗報復行動做準備。以軍稍後表示，參與空襲任務的所有飛行員均安全返航，未傳傷亡。

### 經濟
此次襲擊令國際油價急升，初步上漲7%，其後升幅擴大至11%，創下近一個月來新高。美元走強，比特幣下挫至103000美元，金價則上漲逾1%。全球期貨市場普遍受挫，道瓊指數重挫600點。
攻擊發生後，各國際航空公司的股票均大幅下跌。漢莎航空股價下跌5%，法國航空、荷蘭航空與英國易捷航空股價亦下滑3至4%。報導指出，多家航空公司已停止在以色列、伊朗、伊拉克、約旦、叙利亚与黎巴嫩上空飛行，並改道或取消多條航線。根據《紐約時報》報道，伊朗民眾正在排隊等候加油，並囤積基本食品。
儘管攻擊已經開始，但以色列股指（TA35、TA90）在衝突期間的首個交易日仍上漲。

### 針對以色列和猶太社區的活動
由於世界各地的猶太人和以色列人面臨潛在的直接威脅，以色列國家安全委員會警告世界各地的以色列人和猶太人，避免展示任何可能洩露其猶太身份的物品。社區安全信託基金向英國的猶太社區發出警告。法國猶太社區保護服務中心已要求法國猶太人「高度警惕」。《耶路撒冷郵報》報道稱，反誹謗聯盟正在密切關注美國境內的局勢。

## 各界反應

### 伊朗

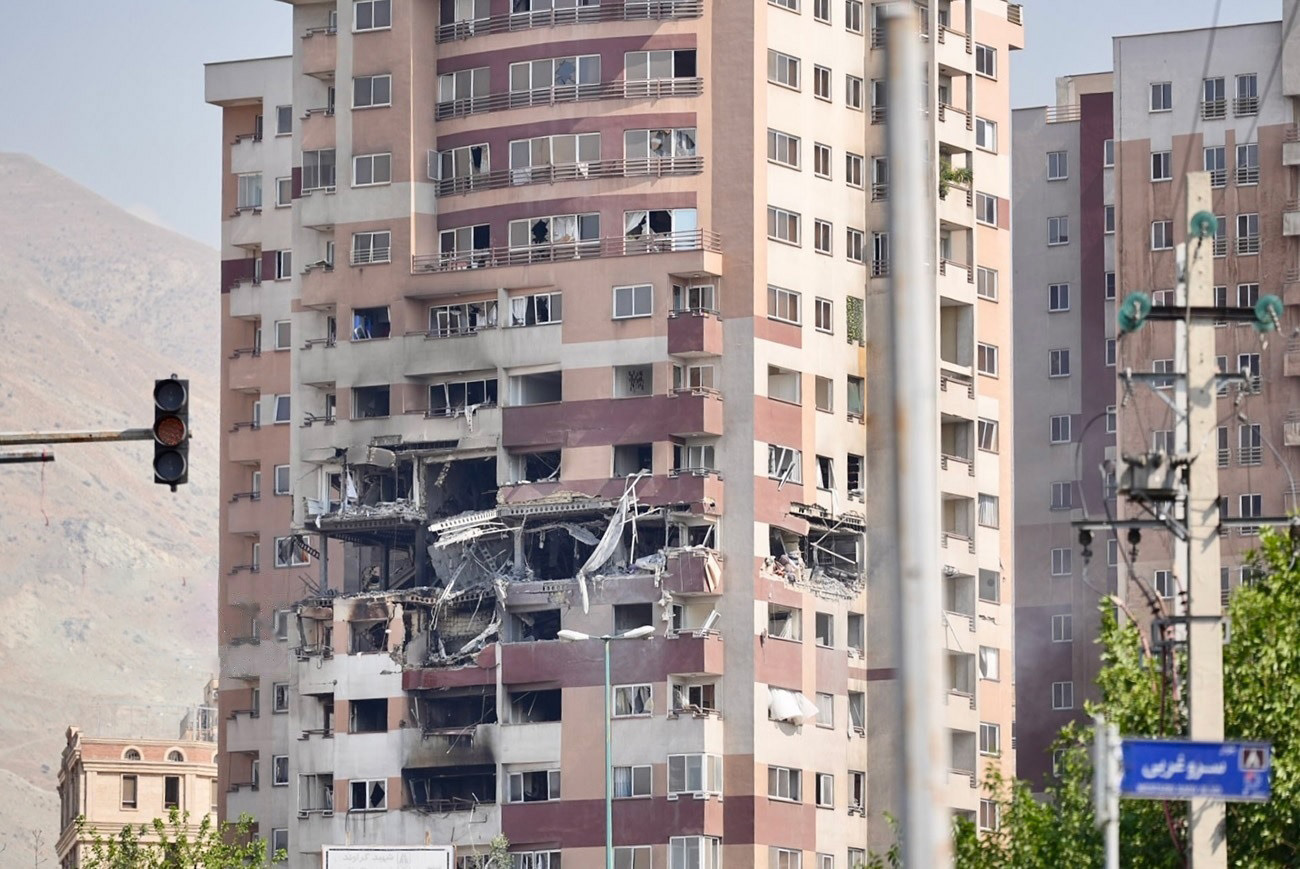
2025年6月13日，德黑蘭一棟住宅大樓在攻擊中受損.

面對以色列的空襲，伊朗政府迅即下令封鎖網絡並對媒體實施全面封鎖。伊朗武裝部隊發言人阿布法茲爾·謝卡爾奇表示，伊朗將對以色列及美國展開報復。最高領袖哈梅內伊發表聲明，斥責襲擊為「罪行」，並警告「猶太復國主義政權未來將痛苦且悲慘」。伊朗外交部則強調，根據《聯合國憲章》，伊朗擁有「合法與正當」的自衛權，並警告美國亦須為「猶太復國主義政權的冒險」所帶來的後果承擔責任。儘管革命衛隊總司令海珊·薩拉米被擊斃，伊斯蘭革命衛隊聲言已準備好反擊。艾哈邁德·瓦希迪被任命為臨時總司令，隨後哈梅內伊任命穆罕默德·帕克普爾准將接掌指揮職位。議員阿拉丁·博魯傑迪表示，「伊朗將不會參加6月15日舉行的第六輪與美國的核談判，直至另行通知。」
前伊朗總統穆罕默德·哈塔米呼籲國際社會譴責這場「犯罪行動」，並指出聯合國應該「走到最前線」，「以嚴肅且全面的態度制止更多悲劇發生」。
伊朗駐聯合國代表在联合国安全理事会指责美国是以色列襲擊的共谋。美方对此予以否认，並呼籲伊朗應該盡快回歸核计划谈判。伊朗外交部長阿巴斯·阿拉格齐宣布，原定於阿曼舉行的美伊核談判因以色列「野蠻」攻擊而取消。
在庫姆市，數百名民眾上街示威，高呼報仇口號，揮舞伊朗國旗與巴勒斯坦國旗，並手持已故將軍卡西姆·蘇萊曼尼的肖像。
不過據海外媒体伊朗國際報導，部分伊朗民眾對襲擊持正面評價，有人感謝「內塔尼亞胡叔叔」，甚至呼籲以色列繼續攻擊，將打擊目標擴大至最高領袖哈梅內伊本人。
6月20日，伊朗切斷互联网和电话通讯。
6月25日，伊朗方面表示，自6月13日以来，伊朗已逮捕700多名以色列间谍。

#### 伊朗僑民
- 流亡伊朗王國儲君禮薩·巴列維發表公告，呼籲伊朗軍隊與安全機構與政權決裂。他表示：「阿里·哈梅內伊這個反伊朗的獨裁者，再次將我們的祖國捲入戰爭……我想對軍隊、執法與情報機構說清楚：這個政權及其腐敗無能的領導層，根本不在乎你們的生命與國家命運。請與他們劃清界線，站在人民這一邊[396][397]。」
- 人權活動家瑪絲希·阿林尼賈德指出：「消滅一名恐怖份子不是悲劇，而是為無數受害者伸張正義的重要一步[398]。」
- 伊朗裔瑞典政治人物阿里雷扎·阿洪迪批評政權多年以來壓迫人民，說：「近半個世紀以來，伊朗人民忍受戰爭、制裁與極權統治之苦。如今，政權面臨報應，卻妄圖躲在被其出賣與壓迫的人民身後[399]。」
- 法律與哲學教授阿夫辛·埃利安說：「那些昨夜下地獄的革命衛隊指揮官，是伊朗人民的劊子手，當中還包括在『女人、生命、自由』運動中被殺的女性。對這些人無須憐憫。伊朗人民，是時候站起來，推翻這個反伊朗的政權，莫讓機會再次流失[397]。」
- 律師尤利西斯·埃利安則表示：「波斯雄獅將再度崛起。伊朗人民渴望自由，而神權政權與革命衛隊的日子已屈指可數[397]。」
- 伊朗裔加拿大籍議員高蒂·加馬里稱：「這是否是伊斯蘭共和國的『黑天鵝時刻』？政權前所未見地試圖號召民眾支持……然而，伊朗人早已拒絕他們的國旗，拒絕這個政權，他們渴望的是過去的獅子與太陽旗[400][397]。」

### 以色列
以色列總理內塔尼亞胡在電視訪問中表示：「我們正處於國家歷史的關鍵時刻」，他指控伊朗是「全球恐怖主義與野蠻行徑的輸出國」，並稱：「我們正保衛整個自由世界。」他補充道，伊朗已累積足夠製造九枚核武的濃縮鈾，並感謝美國總統特朗普的支持。內塔尼亞胡強調，這次攻擊是「即時且必要的軍事行動」，並誓言「行動將持續，直到完全解除對以色列的毀滅威脅為止」。國防軍總參謀長埃亞勒·扎米爾則表示，軍方已動員數萬名士兵，並在所有邊境加強部署。他警告：「任何挑戰我們的人都將付出慘痛代價」，並稱目前「已無退路」可言。
反對黨擁有未來領袖、前總理亞伊爾·拉皮德也表示對軍事行動「完全支持」。

### 美国
- 美国：總統特朗普警告伊朗必須「立即就核計劃達成協議」，否則將面臨「更具毀滅性與致命性的軍事行動」。他表示，目前已有「重大死傷與破壞」，未來若伊朗不妥協，將會遭受「更殘酷的打擊」。特朗普批評伊朗拒絕過去的談判機會，並稱已向伊朗表示「就照做吧」，但對方「就是做不到」。他強調，美方將繼續軍援以色列，「以色列已有許多武器，未來還會更多——而且他們非常懂得如何使用」[408]。國務卿馬可·魯比奧表示，這次行動完全由以色列單方面決定，美國並未參與。以色列已向美國通報，稱此為自衛之舉。魯比奧同時警告伊朗「切勿攻擊美方相關利益或人員」，並指美方正採取一切必要行動，與地區盟友保持溝通[94][409]。共和黨參議員吉姆·里施也警告伊朗，「若選擇攻擊美國，將是不智之舉」[410]。民主黨參議員傑克·里德則對以色列的行動提出批評，指其「魯莽升級行動可能引發地區暴力」[411]。

### 国际组织
- 联合国：秘書長安東尼奧·古特雷斯呼籲以色列與伊朗雙方保持最大克制[412]，其發言人法爾漢·哈克補充指出，秘書長「譴責中東任何形式的軍事升級行動」[413]。
- 国际原子能机构：国际原子能机构表示，已啟動監控機制，密切關注局勢發展[414]。
- 非洲联盟：非洲聯盟呼籲以色列停止攻擊，並警告這將威脅國際和平[415]。
- 北大西洋公约组织：北約稱，以色列的盟友幫助緩和緊張局勢至關重要[416]。
- 欧洲联盟：歐盟外交和安全政策高級代表卡婭·卡拉斯表示，她已準備好支持和平與結束敵對行動[417]。
- 海合会：海灣合作委員會譴責這次针对伊朗的襲擊，並稱其對和平構成威脅[418]。
- 上海合作組織：上海合作組織對局勢升級表示嚴重關切，對以色列的襲擊表示強烈譴責[419]

### 其他組織
- 美國人權組織「為阿拉伯世界的民主而努力」譴責以色列的空襲行動，指此舉「違反國際法」，且「毫無正當性」，呼籲美國應停止與以色列的利益綁定[420]。
- 「全國伊朗裔美國人協會」批評這次攻擊「缺乏國際法依據」，並指行動「不必要地威脅到大量無辜民眾的生命安全」[421]。
- 哈馬斯：哈馬斯形容襲擊為「野蠻侵略行為」，違反國際法，並強調此舉證明以色列是「區域存在的根本威脅」，且暴露出「內塔尼亞胡極端政府堅持製造衝突的本質」。哈馬斯對被殺的伊朗指揮官與核科學家表示哀悼，並呼籲地區各方團結一致，嚇阻以色列並制止其行為[422]。
- 真主党：一名消息人士向路透社透露，該組織目前不會對以色列採取軍事行動[423]。
- 胡塞武裝：胡塞武裝譴責這次襲擊，並表示「支持伊朗的自衛權利」[424]。6月15日，他们向以色列发射了多枚「巴勒斯坦2型」高超音速弹道导弹[425]。

## 分析
- 《耶路撒冷郵報》分析，認為伊朗接下來可能採取多種報復手段，包括利用代理武裝發動攻擊、發射彈道導彈與無人機、展開海上或非對稱戰爭行動、攻擊境外目標、動用常規武裝部隊，甚至在外交領域施壓[426]。
- 德黑蘭大學研究人員穆罕默德·伊斯拉米指出，幾乎所有伊朗國內主要政治勢力都支持進行報復，這種高度共識自兩伊戰爭以來從未出現[427]。
- 大西洋理事會中東問題專家丹尼爾·B·夏皮羅表示，以色列的襲擊，暴露出伊朗在哈馬斯於2023年10月襲擊以色列後，所面臨的脆弱局勢。他指出，以色列已徹底滲透伊朗，並展現出對伊朗境內多點目標展開打擊的能力。「伊朗從未顯得如此軟弱，而它是否具備實質反擊能力，將在此時面臨重大考驗[428]。」
- 《每日電訊報》防衛分析員哈米什·德·布雷頓-戈登，形容這次襲擊是一場「精準、協同且先發制人的攻勢」，重創伊朗，或將徹底擊碎其發展核武的企圖。他讚揚行動規模龐大且複雜，可謂是一場針對伊朗軍政高層的高強度打擊，「其強度為近代史上罕見」[429]。
- 國際關係學者、半島媒體集團評論員伊馬德·艾勒-阿尼斯指出，以色列成功將無人機偷運進伊朗，並能在白日於伊朗領空操作，顯示兩國實力對比已出現顯著轉變，伊朗的防空能力遭到嚴重削弱。他表示，以色列能如此徹底掌握敵方防禦漏洞，對於長年敵對的雙方來說是前所未有的局勢[430]。
- 美國外交官、前國務院官員托馬斯·M·康特里曼 (Thomas M. Countryman) 稱唐納德·特朗普明顯利用以色列的襲擊作為與伊朗的談判策略是“極其錯誤的”，並指控內塔尼亞胡希望伊朗瞄準美國在中東的陣地，從而挑釁美國捲入衝突。[431] 美國核子專家吉姆‧沃爾許 (Jim Walsh) 認為，以色列的攻擊可能會產生與迫使德黑蘭尋求核武的既定意圖相反的效果。[432]
- 多家媒体引用了美国国防情报局的初步报告认为，美军对伊朗三处核设施的打击并未完全摧毁伊朗核设施，仅令伊朗的核计划进度倒退了几个月。[433][434][435]